# Haplostomides amarouci
Haplostomides amarouci är en kräftdjursart som först beskrevs av Blake 1929.  Haplostomides amarouci ingår i släktet Haplostomides och familjen Ascidicolidae. Inga underarter finns listade i Catalogue of Life.